# دوري جرينلاند لكرة القدم 1954–55
دوري جرينلاند لكرة القدم 1954–55 هو موسم من دوري جرينلاند لكرة القدم. فاز فيه Nuuk Idraetslag ‏.